# Bitva pod Vyšehradem
Bitva pod Vyšehradem (také u Vyšehradu, dle V. V. Tomka) se odehrála 1. listopadu 1420 v okolí pevnosti Vyšehrad, stojící na pravém břehu Vltavy, jižně od hradeb Nového Města pražského. Vojsko krále Zikmunda Lucemburského se zde pokusilo neúspěšně vyprostit vyšehradskou posádku, kterou od 15. září obléhaly oddíly pražských, orebských, žateckých, lounských (po nichž jsou pojmenovány ulice na dnešním katastru Nusle) a táborských husitů. Přímým důsledkem královy porážky bylo ochlazení jeho vztahů s českou a moravskou šlechtou a kapitulace obránců pevnosti.

## Předehra

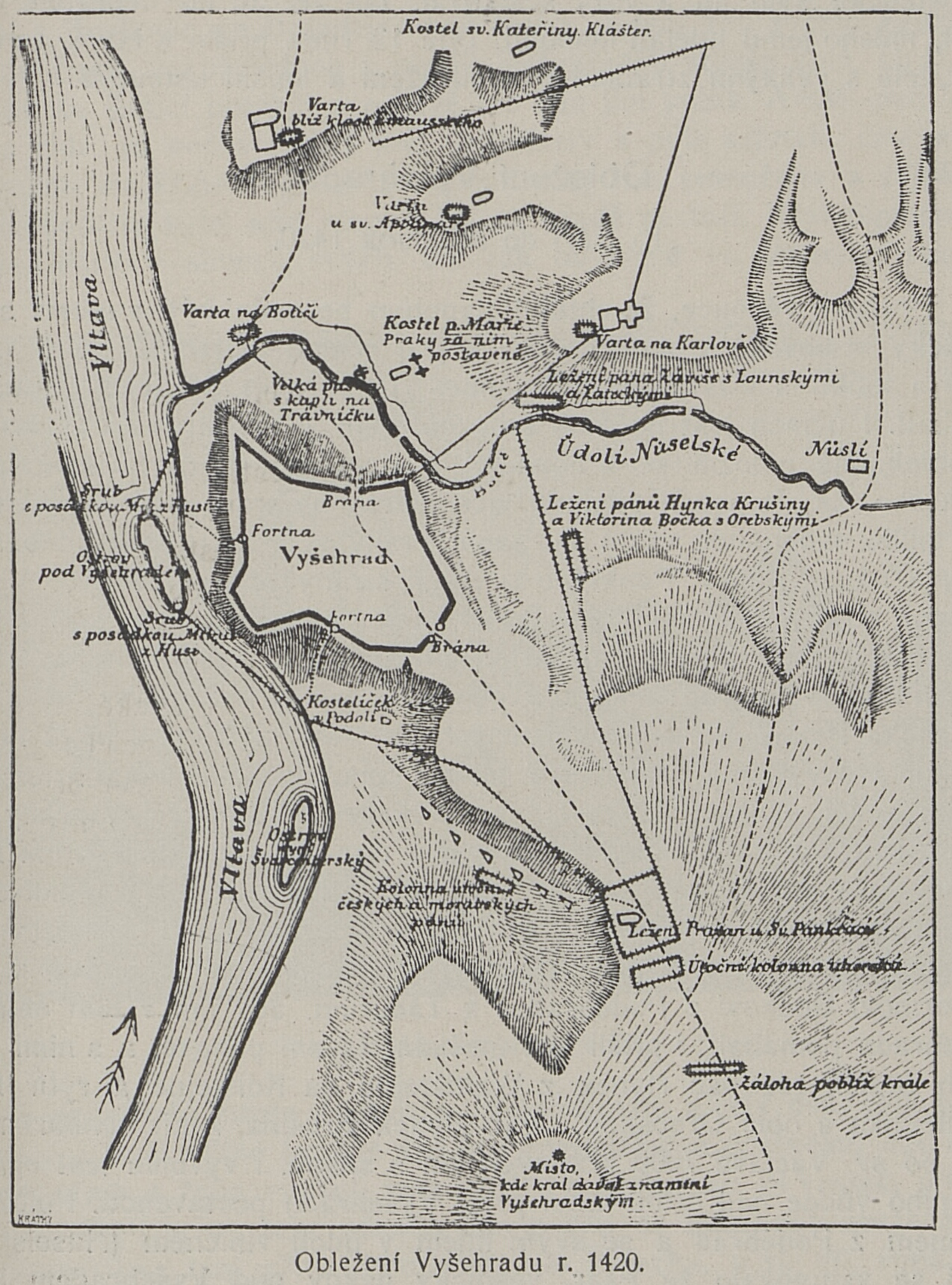
Bitva pod Vyšehradem - nákres situace před bitvou (K.V. Zap: Vypsání husitské války, 1915)

1. března 1420 papež Martin V. vyhověl žádosti římskoněmeckého a uherského krále Zikmunda Lucemburského a bulou Omnium plasmatoris domini vydanou ve Florencii, deklaroval křížovou výpravu proti všem viklefistům a husitům. Dne 17. března byla kruciáta slavnostně vyhlášena ve Vratislavi, kde se právě konal říšský sjezd. Král Zikmund využil přítomnosti říšských knížat, s nimiž sjednal podmínky výpravy, a již koncem dubna jeho armáda překročila hranice Českého království. 3. května před křižáky kapituloval Hradec Králové a vojsko se přesunulo ke Kutné Hoře, kde probíhaly přípravy k tažení na Prahu. Česká metropole se právě nacházela ve svízelné situaci. Husitům se stále nedařilo dobýt Vyšehrad, navíc 7. května pan Čeněk z Vartemberka, nejvyšší purkrabí Pražského hradu, vydal sídlo českých panovníků do rukou zmocněnců krále Zikmunda. Nicméně i přes tyto skutečnosti se po měsíc trvajícím obléhání podařilo Pražanům a husitským obcím z celých Čech město uhájit a král, jenž dal na naléhání českých katolických pánů, 30. července křížovou výpravu rozpustil. Dva dny před tímto datem byl korunován českým králem, načež se přesunul zpět do Kutné Hory.
Přestože hlavní nebezpečí pro českou metropoli pominulo, zůstávali její obyvatelé v sevření dvou královských hradů, které narušovaly zásobování i každodenní život v ulicích. Zanedlouho tedy pražská obec rozhodla o obležení Vyšehradu, jenž byl Praze nejblíž a navíc komplikoval spojení s Táborem. Metropolité si dobře uvědomovali, že na celkové uzavření pevnosti a případné odvrácení útoku ze strany krále Zikmunda nemají dostatek sil, opět proto požádali o pomoc venkovské husity, kteří po rozpadu křížové výpravy postupně odcházeli do svých domovských základen. Obléhání začalo 15. září, a s tím, jak se postupně rozrůstaly řady oblehatelů, byl Vyšehrad neprodyšně obklíčen ze všech stran. Jako první, 4. října, dorazili k Praze orebité v čele s Hynkem Krušinou z Lichtenburka, jenž byl záhy po svém příchodu zvolen vrchním velitelem všech přítomných husitských vojsk. Krátce po hradeckých se k oblehatelům připojili husité z Žatce a Loun a kolem 15. října se svou pomocí přispěli i táborité pod velením Mikuláše z Husi. Hlavní ležení husité rozložili na pankrácké pláni, kde královským blokovali zásobování po Benešovské silnici.

V prvních týdnech král Zikmund situaci u Vyšehradu podcenil, neboť se spoléhal na jeho velitele Jana Šemberu z Boskovic a silnou posádku. Své vojsko vyvedl z Kutné Hory teprve počátkem října, přičemž se neúspěšně pokusil dobýt oslabený Žatec. Posléze zamířil k Litoměřicím, kde jej očekávali vyšehradští poslové, kteří ho informovali o svízelném postavení uvnitř hradu. Posádka trpěla nedostatkem vody i potravin a z nouze konzumovala koně. Král obratem začal shromažďovat své spojence z řad české a moravské šlechty a z Berouna se pokusil dopravit proviant do pevnosti po vodě. Husité však jeho záměr odhalili a řeku přehradili okovanými kůly a řetězy. 28. října pak král Beroun opustil a vyrazil přes Pražský hrad, směrem na Mělník, Nymburk, Čáslav a Kutnou Horu zpět k Praze. Po cestě verboval další ozbrojence, kterých se podle Husitské kroniky pod jeho korouhvemi, i s pozdějšími posilami z Moravy, shromáždilo na 16 – 20 000. Téhož dne vyhladovělá vyšehradská posádka uzavřela s husity smlouvu, kterou se zavázala 1. listopadu v osm hodin ráno složit zbraně, pokud král Zikmund do 31. října nedopraví do hradu nejméně dvacet až třicet měřic spíže. Boj směli obránci začít jen v případě, že by jim král dorazili na pomoc včas, později však nikoli. 31. října královské vojsko dorazilo k Novému hradu u Kunratic, kde očekávalo moravský kontingent. Není jednoznačné, zda měl král Zikmund zprávy o podmínkách smlouvy mezi husity a posádkou, svou příležitost však promarnil, neboť k Vyšehradu vyrazil teprve druhého dne po osmé hodině ranní.
| „                    | I stalo se, že král, již po patnácté hodině přijížděje se svým vojskem v počtu patnácti nebo dvaceti tisíc dobře vyzbrojených od Nového hradu, přiblížil se k místu pražského vojska; a stoje na vrcholu kopce, který je na silnici k svatému Pankráci dolů, poodešel maličko stranou, a vytasiv svůj meč z pochvy, mával jím ve vzduchu, dávaje tím Vyšehradským znamení, aby oni vypadli z Vyšehradu a udeřili nepřátelsky na Pražany, protože sám byl připraven nepřátelsky napadnouti řečené Pražany s hojným lidem, který mohli z Vyšehradu viděti. Ale poněvadž král z vůle Boží zameškal stanovenou hodinu, jak bylo napsáno v listině, proto hejtmani z Vyšehradského hradu, obsadivše brány, nedovolili nikomu vyjíti z Vyšehradu k útoku na Pražany, ačkoli to mnozí, zvláště Němci, chtěli. | “ |
| — Vavřinec z Březové | |   |

 Mimo to, že se král spoléhal na výpad Vyšehradských, odeslal přes noc zprávu do Pražského hradu, aby posádka, kvůli odpoutání pozornosti, napadla malostranskou mosteckou věž nebo dům saského vévody. Jeden z poslů však padl oblehatelům do rukou a díky této náhodě byli husité schopni včas přeorganizovat postavení oddílů pro nadcházející střetnutí.

## Bitva

### Zprávy současníků
Nejpodrobnější a nejautentičtější pramen, který vypovídá o událostech z 1. listopadu 1420, pochází z pera literáta, mistra artistické fakulty pražské university a přímého účastníka husitských válek, Vavřince z Březové. Líčení jeho Husitské kroniky je základem pro studium střetnutí a opírají se o něj veškeré odborné práce starších i moderních historiků.
| „                    | A když šlechtici z králova vojska viděli, že Vyšehradští nezamýšlejí podporovat krále a že se Pražané opevnili velmi silnými příkopy, radili králi, aby upustil od útoku na Pražany, chce-li se uvarovati těžké ztráty svého vojska. A on pravil jim: „Chraň Bůh, neboť dnes naprosto musím bojovat s těmi sedláky.“ Pan Jindřich z Plumova ho vlídně oslovil a řekl: „Vězte, pane králi, že dnes utrpíte velkou škodu a s hanbou odejdete. Já totiž,“ pravil, „se velmi bojím sedláckých cepů.“ A král mu řekl: „Vím, že vy Moravci jste bázliví a mně ne věrní.“ A onen, totiž řečený pan Jindřich, s ostatními moravskými pány hned sesedavše z koní, pravili: „Hle, již jsme hotovi jíti kam rozkazuješ, a budeme tam, kde ty, králi, nebudeš.“ A hned jim král ukázal místo nejnebezpečnější nade všechna, aby nastoupili na nižší straně, totiž při mokřinách na rybníčkách, a mužně na Pražany zaútočili; Uhrům však rozkázal, aby sestoupili z vyšší strany po silnici a na oné straně napadli pražské vojsko. A když takto sešikováni mužně učinili útok z obou stran na Pražany v příkopech, ti nejprve postrašeni se obrátili na útěk a hustě se shlukli okolo kostela svatého Pankráce; když to spatřil pan Krušina, zavolal silným hlasem a pravil: „Ó milí bratři, vraťte se zase a buďte dnes statečnými rytíři v boji Kristově, protože se vede ne náš boj, nýbrž Boží; uvidíte totiž, že Pán Bůh vydá všechny nepřátele naše a Boží v ruce naše.“ Ještě dobře neskončil řeč, když druhý zvolal: „Běží, nepřátelé, běží.“ Uslyševše to všichni úprkem běželi, zahnali nepřítele od příkopů a obrátili je na útěk; a je Pražané se svými šlechtici stíhajíce, některé v mokřinách, některé v rybníčcích a velmi mnohé na vinicích a polích sem tam utíkající přeukrutně pobíjeli k smrti, sedláci s cepy, nikoho nezajímajíce, ačkoli slibovali stejně dáti se do zajetí, jako zachovávati zákon Boží až do smrti. | “ |
| — Vavřinec z Březové | |   |

 Další obsáhlý popis bitvy lze nalézt rukopisech Starých letopisů českých, jež pocházejí od rozličných autorů z různých časových období, které do jednoho uceleného díla jako první soustředil historik František Palacký. Tento pramen však přináší jen málo dalších podrobností, navíc jde o opis a převyprávění Husitské kroniky. Cenné doplňky obsahuje pouze rukopis R. Italský humanista Enea Silvio Piccolomini, pozdější papež Pius II., jenž měl své postřehy od přímých účastníků husitských válek, ve svém díle Historie česká popisuje události u Vyšehradu víceméně shodně jako čeští kronikáři. Sám se ale domnívá, že král Zikmund nebyl o úmluvě mezi posádkou a husity informován.
| „                         | Konečně bylo slíbeno vydání se, kdyby Zikmund nepřispěl do určitého dne ku pomoci, avšak připojena tu podmínka, aby po příchodu Zikmundově byli Vyšehradští v úplné nečinní. Zikmund přibyl před řečeným dnem, a nevěda o podmínce, vytáhl na těsné místo pod hradem, na němž mohl býti od obležených snadno chráněn; ježto však tito drželi dané slovo, utrpěl nesmírnou porážku byv náhle napaden od Pražanů a odtáhl s nepořízenou. Šlechticů moravských padlo tam čtrnáct, uherských a ostatních přemnoho, hrad pak vzdal se Pražanům. | “ |
| — Enea Silvio Piccolomini | |   |

### Pravděpodobný průběh

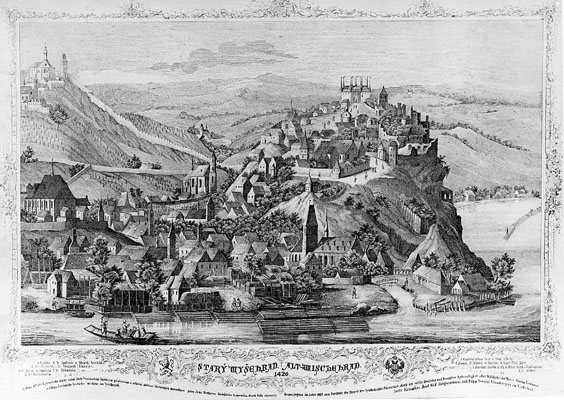
Ilustrace od neznámého autora z roku 1862 představující Vyšehrad v roce 1420

Podle výpovědi středověkých kronikářů lze usuzovat, že král Zikmund dorazil před Vyšehrad po třetí hodině odpolední a zaujal postavení proti kostelíku svatého Pankráce. Sám se vypravil na blízké návrší, odkud se snažil máváním mečem přimět k výpadu hradní posádku, jejíž velitel však na výzvu nereagoval, neboť byl rozhodnut dodržet dané slovo. Za těchto okolností se zdál útok proti pevným obranným pozicím husitů příliš riskantní, nicméně král byl odhodlán bitvu zahájit stůj co stůj. Někteří z pánů, v čele s moravským zemským hejtmanem Jindřichem z Plumova, se jej od tohoto podniku pokoušeli odradit, dočkali se však pouze nařčení ze zbabělosti. Uražená pýcha je přinutila ihned králi dokázat svou loajalitu a žádali, aby jim vydal další pokyny. Lucemburský panovník se rozhodl vést útok dvěma směry. Čechům a Moravanům vydal povel napadnout nepřítele na levém křídle, kde museli skrze obtížný terén v úseku mezi mokřinami a rybníčky ve svahu od Podolí postupovat pěšmo. Němečtí žoldnéři a uherské jednotky měly vést zteč čelně k pankráckému kostelu.
Krátce po zahájení útoku narazily zahraniční jednotky na tvrdou obranu a pocítily účinky střelby z ručních zbraní i děl. Posléze se dostaly k příkopům před hrazením, kde se rozpoutal prudký boj. Na levém křídle bylo opevnění patrně méně chráněno než u benešovské silnice a lze se domnívat, že právě zde se po namáhavém výstupu podařil českým a moravským oddílům otevřít průlom. Husité rychle ustoupili až ke zdi kostelíka, kde již stačil vrchní hejtman Hynek Krušina z Lichtenburka přesunout posily orebských bojovníků. Z několika stran vedený soustředěný nápor čerstvých sil, povzbuzených ráznou hejtmanovou řečí, obrátil tvrdě dotírající domácí i zahraniční oddíly na ústup. Podle svědectví Eberharda Windeckeho, dvorního životopisce a kronikáře krále Zikmunda, se jako první dalo na ústup 1500 jezdců vedených kutnohorským mincmistrem Mikšem Divůčkem z Jemniště. Husité neváhali a vyrazili za prchajícími, rozhodnuti nebrat zajatce. Zanedlouho zůstaly v okolních rybníčcích, na vinohradech i polích ležet desítky těl urozených mužů, žoldnéřů i prostých vojáků. Pouze kališnickým pánům se podařilo uchránit několik katolických šlechticů od podobného osudu.

## Důsledky a bilance

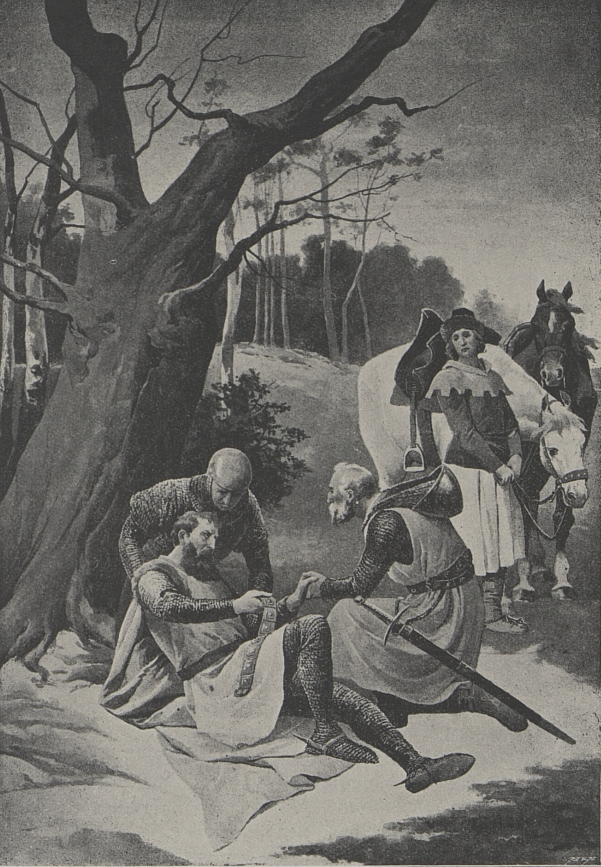
Smrt Mikuláše Zajíce z Házmburku (ilustrace z přelomu 19. a 20. století, K. V. Záp: Vypsání husitské války, 1915)

Ve chvíli, kdy král Zikmund zpozoroval, že celá jeho armáda se dává na ústup, nechal připravit vozy, naložil na ně raněné a chvatně odjel směrem k Českému Brodu. Zde údajně pochoval jednoho urozeného Uhra a vrátil se do Kutné Hory. Posléze nechal sebe i svou ženu ozdobit zelenými věnci, čímž se snažil přesvědčit své okolí, že bitva se stala jeho triumfem. Eberhard Windecke dokládá, že krátce po ústupu z bojiště došlo mezi králem a domácími šlechtici k vyostřenému výstupu, který gradoval až do té míry, že Češi na svého panovníka zaútočili a od újmy na zdraví jej zachránil pouze zásah Uhrů. Události 1. listopadu se tak staly hlavním bodem vnitropolitického zlomu, jehož příčinou byl rozpad královské strany v Čechách. Mnozí z domácích pánů se cítili královým jednáním uraženi a otevřeně přecházeli na stranu husitů, případně zachovávali neutrální postoj. Mezi nejvýznamnější z těchto šlechticů patřili Moravané Jan Bítovský z Lichtenburka, Hašek z Valdštejna a patrně i Jan Tovačovský z Cimburka. Z Čechů se k husitům zanedlouho přidružil Hynek Boček z Poděbrad, který vypověděl králi službu poté, co začal vypalovat vesnice a městečka poděbradských i jiných českých pánů.
Krátce po bitvě vydala vyšehradská posádka pevnost husitům. Část jejích členů se nechala najmout do služeb Pražanů, zbytek byl pro své čestné jednání doprovozen až do Kouřimi. Posléze pražský lid vpadl do vyšehradských kostelů a zničil veškeré jejich zařízení; druhého dne pak byla zbořena i část hradeb. 3. listopadu pražská obec zorganizovala na bojišti procesí, jímž vzdala díky Bohu za dosažený úspěch. V rámci tohoto děkovného aktu bylo několik statečných bojovníků pasováno na rytíře. Teprve třetího dne po střetnutí byli pohřbeni mrtví královští vojáci, kteří leželi na příkaz kněží nazí na polích a vinicích ve vyšehradském okolí. Podle svědectví Vavřince z Březové husité ztratili třicet mužů, z nichž je jmenován Ješek, syn Ješka zlatníka, na královské straně jich padlo na čtyři sta, z toho na dvacet pět korouhevních pánů. Mezi Čechy to byli Petr Konopišťský ze Šternberka, Jindřich Lefl z Lažan a Bechyně, Mikuláš Zajíc z Házmburka, Beneš z Třemšína, Racek Švihovský z Ryžmberka u Kdyně, Jan Sekretář z Kostelce, Václav z Klučova, Albrecht z Chotěnova, Markvart z Michalovic a Aleš Krk ze Soběšína nad Sázavou, z Moravy pak Jindřich z Kravař a Plumlova, Jaroslav ze Šternberka a Veselí, Vilém Zajíc z Valdeka na Židlochovicích, Jiří z Lichtenburka a z Bítova, Vok z Holštejna, Hynek z Malenovic a Dobeš z Boskovic. Z cizinců je připomínán ruský kníže Jiří ze Smolenska, Polák Ondřej Balický a Slezan Jindřich Stoš. Vavřinec z Březové k těmto padlým přičítá ještě minimálně stovku těžce raněných, kteří zemřeli při ústupu z bojiště nebo v Českém Brodě.
Souběžně s bojem u Vyšehradu se pokusila o výpad posádka z Pražského hradu. Její útok na dům saského vévody se však nezdařil, proto královští žoldnéři zapálili jen několik malostranských domů a stáhli se zpět na Hradčany.